# Arenaria iochanensis
Arenaria iochanensis är en nejlikväxtart som beskrevs av C. Y. Wu in C. L. Tang. Arenaria iochanensis ingår i släktet narvar, och familjen nejlikväxter. Inga underarter finns listade i Catalogue of Life.